# 王芝祥
王 芝祥（おう ししょう）は中華民国の政治家。字は鉄珊。

## 事績
清末の乙酉科挙人。河南省知県、広西省知府監司を経て、1906年（光緒32年）に広西按察使に昇進する。1911年（宣統3年）、広西布政使に任ぜられた。
辛亥革命が勃発すると、王芝祥は革命派により広西副都督に擁立されている。しかし、省内の実力者である陸栄廷の圧迫を受け、援鄂軍司令として湖南省に退出させられた。その後南京に移り、1912年（民国元年）3月、第3軍軍長兼本部高等顧問官兼南京留守府軍事顧問に任ぜられている。その後、南方軍宣慰使に異動した。同年、統一共和党幹事となり、後に国民党理事となった。
1924年（民国13年）11月、京兆尹に任ぜられる。翌月、北京政府僑務局総裁に転じた。翌年7月まで同職をつとめている。その後は在野で社会慈善事業に従事し、世界紅卍字会中華総会会長にもなった。晩年は故郷で暮らしている。1930年7月、病没。享年73。

## 注
1. 1 2 3  徐主編（2007）、87頁。